# Laura Miller
Laura Miller (* 18. November 1958 in Baltimore, Maryland) ist eine US-amerikanische Politikerin (Demokratische Partei) und ehemalige Bürgermeisterin von Dallas (Texas).

## Bildung und Karriere
Laura Miller wurde in Baltimore geboren. Sie besuchte die University of Wisconsin–Madison und wurde anschließend Journalistin. Als Journalistin schrieb sie für den Miami Herald und die Dallas Morning News sowie als Kolumnistin für die New York Daily News und den Dallas New Herald. 1991 wurde sie außerdem Reporterin für den Dallas Observer und Kolumnistin für das D Magazine.

## Politische Karriere
1998 wurde Laura Miller in den Stadtrat von Dallas gewählt. 2002 wurde sie dann als Nachfolgerin von Ron Kirk, der für einen Sitz im US-Senat kandidieren wollte, zur Bürgermeisterin von Dallas gewählt. Miller war damit nach Annette Strauss die zweite Frau, die durch eine Wahl in dieses Amt kam. Am 6. Juli 2006 gab sie bekannt, dass sie sich nicht zur Wiederwahl im Mai 2007 stellen möchte.
Neuer Bürgermeister wurde der Republikaner Tom Leppert.

## Persönliches
Miller ist mit dem Anwalt Steven D. Wolens verheiratet, einem ehemaligen Abgeordneten des Repräsentantenhauses von Texas.
| Personendaten    | Personendaten                                                        |
| ---------------- | -------------------------------------------------------------------- |
| NAME             | Miller, Laura                                                        |
| KURZBESCHREIBUNG | US-amerikanische Politikerin, Bürgermeisterin von Dallas (2002–2007) |
| GEBURTSDATUM     | 18. November 1958                                                    |
| GEBURTSORT       | Baltimore, Maryland                                                  |